# Kousséri
Kousséri este un oraș din departamentul Logone-et-Chari, Camerun.